# Peponidium capuronii
Peponidium capuronii là một loài thực vật có hoa trong họ Thiến thảo. Loài này được Cavaco mô tả khoa học đầu tiên năm 1969.